# Русская улица (Тернополь)
Русская улица (укр. Руська, от «русины») — главная улица Тернополя, Украина. Начинается с кольца на массиве «Дружба» (по дамбе). Переходит в проспект Степана Бандеры (за железнодорожным мостом).

## История
В XVI веке территория современной Русской улицы была окраиной Тернополя, через неё пролегал торговый путь из Львова в Каменец-Подольский. Справа находились городские валы. Часть современной Русской в древности была улицей Рынок. Она начиналась от современного Старого Рынка и до Валовой, где начиналась Старая Русская.
Здесь находились магазины, склады, аптеки, сосредотачивалась уличная торговля, преобладало купеческое население. В XX веке рядом с книжным магазином работали типография и книжный магазин еврейской литературы Чачкеса.
Русская улица была застроена трёхэтажными зданиями из тёсаного камня с балконами. Дома по обе стороны стояли близко и оставляли гораздо меньше пространства для дороги, чем в настоящее время. Древняя застройку улицы была уничтожена во время боёв за Тернополь в 1944 году. После войны проезжую часть сделали более широкой. В советское время на долгое время посреди Русской улицы существовал бульвар Ленина с пешеходной зоной и декоративными столбами.
В 2016 году была проведена реконструкция шлюзового моста на дамбе.

## Архитектура

### Памятники архитектуры
Исчезнувшие:
- Приходской костёл РКЦ

Сохранившиеся:
- Церковь Рождества Христова (ПЦУ)
- Жилые дома № 12 (морфологический корпус медуниверситета), 17 (Кооперативный колледж), 19, 23, 24, 25, 26, 27, 28, 29, 30, 31, 32, 33, 34, 35, 36, 3 4, 45, 47-49, 48, 50, 52.
- Памятник Ивану Горбачевскому (возле морфологического корпуса медуниверситета) и памятное место, где немецкие оккупанты расстреляли евреев (на стене того же дома).

## Организации и учреждения
На Русской улице находятся:
- Тернопольский учебно-воспитательный комплекс «Школа-лицей» № 6 имени Назария Яремчука ;
- Учебно-научный институт морфологии ТГМУ (морфологический корпус), Русская, 12;
- Фармацевтический факультет Тернопольского государственного медицинского университета имени И. Я. Горбачевского (фармацевтический корпус), Русская, 36;
- Кооперативный колледж ;
- технический университет ;
- медицинская библиотека;
- Центральная городская библиотека для взрослых ;
- книжный магазин «Ярослав Мудрый»;
- БП «Роксолана»;
- Универмаг (бульвар Тараса Шевченко);
- Международные авиалинии Украины и авиакассы «Кий Авиа»;
- Отделение почтовой связи № 25;
- Государственная судебная администрация;
- Пенсионный фонд Тернопольской области;
- Тернопольский городской лечебно диагностический центр (бывшая Железнодорожная больница).

## Транспорт
Улица является одной из самых интенсивных магистралей города. Здесь курсируют (по всей улице или частично) маршрутные такси № 2, 3, 8, 11, 13, 14, 15, 16, 17, 18, 19, 20, 20а, 22, 22А, 27, 33, 36, 85, автобусы № 1А, 6, 6а, 9, 23, 29, 35, троллейбусы № 1, 2, 3, 5, 7, 8, 9, 10, 11.